# Garabonci-malomárok
A Garabonci-malomárok, másik nevén Orosztonyi-patak, a Zalai-dombságban ered, azon belül is a Zalaapáti-hát területén, Kerecsenytől északi-északnyugati irányban. Útja során eleinte dél felé halad. Áthalad a 7525-ös út alatt, majd ezt követően átvág Kerecseny településen. Itt keleti oldalán a Deák Ferenc utca, nyugati oldalán az Erzsébet utca található. Zalamerenyét a település nyugati részénél éri el, ahol egy völgyzárógátas árvízcsúcs csökkentő víztározót is kialakítottak a patakon. Itt a Kossuth Lajos utcát keresztezve, a II. Rákóczi Ferenc utcával halad párhuzamosan, mely kelet felől határolja. A település déli irányban hagyja el, majd kelet-északkeletnek fordul. Garabonctól délnyugatra elhalad a korhűen felújított Pálos-malomnál, majd a Gergely-tanya mellett. A falutól délre átvág a 7522-es út alatt. Garabonc délkeleti részénél a Balatonmagyaródi út végénél hagyja el a települést keleti irányban. Ezt követően északkelet felé fordul és végül a Kis-Balatonba torkollik. Torkolata és utolsó szakasza a Balaton-felvidéki Nemzeti Park területéhez tartozik.

## Part menti települések
- Kerecseny
- Zalamerenye
- Garabonc